# Momo Yansané
Momo Yansané (ur. 29 lipca 1997 we Frii) – gwinejski piłkarz występujący na pozycji napastnika w klubie Torpedo Kutaisi oraz reprezentacji Gwinei.